# Liste de films algériens sortis en 2023
Liste de films algériens
- 2018
- 2019
- 2020
- 2021
- 2022
- 2023
- 2024
- 2025
- 2026

Liste non exhaustive de films algériens sortis en 2023.

## 2023
| Titre                       | Réalisateur                     | Production                                             | Genre         | Notes                                              |
| --------------------------- | ------------------------------- | ------------------------------------------------------ | ------------- | -------------------------------------------------- |
| La Dernière Reine El Akhira | Adila Bendimerad Damien Ounouri | Agat Films & Cie - Ex Nihilo Birth Productions         | Docufiction   | Premier film algérien de l'époque avant coloniale. |
| Ain El Djenna               | Karim Moussaoui                 | VideoPrime (2021) Meriem Oueld Chiah                   | Drame         |                                                    |
| Lostland                    | Ryan Ferkous                    | Ryan Ferkous                                           | Court-métrage |                                                    |
| Houria                      | Mounia Meddour                  | The Ink Connection High Sea Production France 2 Cinéma | Drame         |                                                    |